# 꽃다지속
꽃다지속(Draba)은 배추과의 한 속이다. 약 300여 종을 거느린 매우 큰 속이다. 대개 별 모양의 털(성모)가 난다.

## 한국 서식 종
- 구름꽃다지(Draba daurica var. ramosa Pohl & Bush)
- 산꽃다지(Draba glabella Pursh)
- 꽃다지(Draba nemorosa L. for. nemorosa)
  - 민꽃다지(Draba nemorosa for. leiocarpa (Lindb.) Kitag.)
- 털꽃다지(Draba nipponica Makino)